# Helina mendiensis
Helina mendiensis är en tvåvingeart som beskrevs av Shinonaga och Tadao Kano 1984. Helina mendiensis ingår i släktet Helina och familjen husflugor. Inga underarter finns listade i Catalogue of Life.